# Asilus megastylus
Asilus megastylus là một loài ruồi trong họ Asilidae. Asilus megastylus được Philippi miêu tả năm 1865. Loài này phân bố ở vùng Tân nhiệt đới.